# Западноевропско време
| светло плава  | Западноевропско време, Гриничко средње време ()                                     |
| плава         | Западноевропско време, Гриничко средње време (UTC+0) Западноевропско летње време () |
| розе          | Средњоевропско време, Западноафричко време ()                                       |
| црвена        | Средњоевропско време () Средњоевропско летње време ()                               |
| жута          | Калињинградско време ()                                                             |
| златна        | Источноевропско време () Источноевропско летње време ()                             |
| светло зелена | Further-eastern European Time, Московско време, Турско време ()                     |

Западноевропско време (енгл. Western European Time – WET) је временска зона која обухвата западну и северозападну Европу и западну Африку.
За време зиме, Западноевропско време је део UTC+0 временске зоне, док лети неке земље прелазе на Западноевропско летње време (енгл. Western European Summer Time – WEST) (UTC+1). 

## Коришћење
Земље које целе године користе UTC+0, или Гриничко време (GMT) :
- Буркина Фасо
- Гамбија
- Гана
- Гвинеја
- Гвинеја Бисао
- Исланд
- Либерија
- Мали
- Мауританија
- Мароко
- Обала Слоноваче
- Света Јелена
- Сао Томе и Принципе
- Сенегал
- Сијера Леоне
- Того

Земље које преко лета прелазе на Западноевропско летње време (UTC+1):
- Гренланд (североисточни део острва)
- Канарска острва
- Република Ирска
- Португал (без Азора)
- Уједињено Краљевство
- Фарска Острва